# Агунтум
Агунтум (Aguntum) e древно римско селище, което по времето на император Клавдий е издигнато в автономен град, „Municipium Claudium Aguntum“.
Руините му се намират в Източен Тирол, на 4 км от Лиенц в Австрия.
През 15 пр.н.е. доведените синове на Август завладяват Алпийските държави, които по-късно влизат в провинцията Норик.
Градът е нападан често от славяни и бавари и разрушен. През 5 век Агунтум става седалище на владиката на Лавант.